# DNガラン
バウハウスガラン (DN Galan) は、スウェーデン・ストックホルムで開催されている国際陸上競技大会。スウェーデンの日刊紙ダーゲンス・ニュヘテル (Dagens Nyheter) より名づけられており、通常はこれを短縮してDN Galanと表記される。日本語ではストックホルム国際とも表記される。1967年7月4日、5日にストックホルム・スタディオンで第1回大会が行われて以来、毎年開催されている。1998年以降IAAFゴールデンリーグの、2010年からはダイヤモンドリーグの1戦として行われている。開催時期は年度によって変動しており、2011年は7月29日に行われた。1994年以降、大会記録を更新した選手に対して、時価10,000USドル相当の1カラットダイヤモンドを贈呈している。
DNガランはリチャード・チェリモの男子10000m27分07秒91 (1993年) 、ウィルソン・キプケテルの男子800m1分41秒73 (1997年)、アルマンド・デュプランティスの男子棒高跳び6.16m (2022年)などの世界記録誕生の舞台となった。また、瀬古利彦が1980年と1985年の2回にわたって男子10000mを更新するなど日本新記録が誕生した。